# Айрін Данн
Айрін Марі Данн (англ. Irene Marie Dunne; 20 грудня 1898 — 4 вересня 1990) — американська акторка, «зірка» Голлівуду 1930-х — 1940-х років.

## Біографія
Айрін Данн народилася 20 грудня 1898 року в Луїсвіллі, штат Кентуккі, в родині судновласника Джозефа Данна та піаністки Аделаїди Генрі. Її дебют на сцені відбувся, коли дівчинці було всього п'ять років — вона взяла участь у виставі «Сон в літню ніч» за п'єсою Шекспіра. Після смерті батька в 1910 році вона з матір'ю переїхали в Медісон, штат Індіана, і оселилися у бабусі і дідуся. У тринадцять років вона почала брати уроки вокалу та гри на фортепіано, співала в церковному хорі (після смерті батька, її сім'я відчувала нестачу в коштах, тому Айрін Данн доводилося з ранніх років підробляти).

### Початок кар'єри
У 1916 році вона закінчила школу, протягом наступного року навчалася в консерваторії в Індіанаполісі, а потім вступила в музичний коледж в Чикаго. Данн мріяла співати на сцені Метрополітен-опера в Нью-Йорку, але провалила прослуховування і почала кар'єру з участі в мюзиклах. В 1923 році відбувся дебют акторки на Бродвеї. Публіка прийняла її, і кар'єра Айрін Данн почала швидкими темпами розвиватися. 16 липня 1928 року акторка вийшла заміж за дантиста Френсіса Гріффіна. Їхній шлюб виявився міцним, подружжя прожило разом до самої смерті Гріффіна в 1965 році.

### Голлівуд
На Айрін Данн звернули увагу в 1929 році, коли вона грала Магнолію в постановці «Плавучий театр». Керівництво «RKO» уклало з нею контракт, і незабаром вона стала однією з провідних драматичних акторок цієї кінокомпанії. У 1931 році за роль у картині «Сімаррон» вона отримала першу номінацію на отримання премії «Оскар».
Іншими помітними фільмами акторки в той період були «Енн Віккерс» (1933), «Немає іншої жінки» (1933), «Вік невинності» (1934) за романом Едіт Вортон, відзначеному в 1921 році Пулітцерівською премією.
Вміння співати згодилося акторці в музичних картинах «Мила Аделіна» (1935) та «Плавучий театр» (1936), екранізації мюзиклу, завдяки якому почалася її кар'єра в кіно. У 1937 році Айрін Данн знялася в парі з Кері Грантом в одному з найзнаменитіших своїх фільмів — романтичної комедії «Гірка правда», яка подарувала їй нове амплуа комедійної акторки. За цю роль вона була номінована на «Оскар». Згодом вона ще двічі ставала партнеркою Гранта на знімальному майданчику — у фільмах «Моя улюблена дружина» (1940) та «Серенада за пенні» (1941).
На початку 1940-х акторка повернулася до драматичних ролей. Найбільш яскраво її талант прозвучало в картинах «Анна і король Сіаму» (1946) і «Життя з батьком» (1947). До того часу вік Айрін Данн наближався до п'ятдесяти, однак акторці вдалося зберегти фігуру і гладкі риси обличчя — гримерам доводилося малювати їй зморшки на зйомках фільмів «Я пам'ятаю маму» (1948) і «Жайворонок в багнюці» (1950), де акторка грала «вікові ролі». У 1952 році, знявшись у фільмі «Це зростає на деревах», акторка пішла з кіно, але ще кілька років продовжувала з'являтися на телебаченні.
У 1958 році у Айрін Данн була можливість повернутися в кіно — їй запропонували роль у фільмі «Рідоти». Акторка відмовилася, а фільм у підсумку отримав премію «Оскар». На початку 1960-х років акторка удостоїлася зірки на Голлівудській алеї слави.

### Останні роки
Айрін Данн активно займалася благодійністю і дотримувалася консервативних політичних поглядів, завдяки чому в 1957 році президент Ейзенхауер включив її до складу делегації США на 12-й сесії Генеральної Асамблеї ООН. Айрін Данн займалася громадською діяльністю до самої смерті. У 1976 році вона пожертвувала 10 000 доларів на відновлення міського фонтану в Медісоні, місто її дитинства. Акторка померла у віці 91 року 4 вересня 1990 року в Лос-Анджелесі від зупинки серця.

## Вибрана фільмографія
- 1931 : «Сімаррон» / Cimarron
- 1932 : «Симфонія шести мільйонів» / Symphony of Six Million
- 1936 : «Теодора божеволіє» / Theodora Goes Wild
- 1937 : «Жахлива правда» / The Awful Truth — Люсі Воррінер
- 1940 : «Моя кохана дружина» / My Favorite Wife